# Thouaré-sur-Loire
 Thouaré-sur-Loire  es una comuna y población de Francia, en la región de País del Loira, departamento de Loira Atlántico, en el distrito de Nantes y cantón de Carquefou.
Está integrada en la Communauté urbaine Nantes Métropole .

## Demografía
| 1709 | 1974 | 2887 | 4505 | 5140 | 6661 |
| Para los censos de 1962 a 1999 la población legal corresponde a la población sin duplicidades (Fuente: INSEE [Consultar]) |      |      |      |      |      |

Forma parte de la aglomeración urbana de Nantes.